# Roger Verey
Roger Roland Verey (14. března 1912 Lausanne – 6. září 2000 Krakov) byl polský veslař, specialista na párové disciplíny.
Vyrůstal ve Švýcarsku a Francii, ve věku sedmnácti let přišel při autonehodě o otce a odstěhoval se s matkou do jejího rodného Krakova, kde se začal věnovat veslování v klubu Akademicki Związek Sportowy. Získal čtrnáct titulů mistra Polska na skifu a osm titulů na dvojskifu. Třikrát se stal mistrem Evropy: v roce 1933 na skifu a v roce 1935 na skifu i na dvojskifu spolu s Jerzym Ustupskim. Také získal dvě stříbrné a dvě bronzové medaile z evropských šampionátů. Na Letních olympijských hrách 1936 v Berlíně získali Verey a Ustupski v závodě dvojskifů bronzovou medaili. V roce 1939 obsadil druhé místo na Královské regatě v Henley.
V roce 1935 vyhrál anketu časopisu Przegląd Sportowy o polského sportovce roku a získal Velkou čestnou cenu Státního úřadu pro tělovýchovu a vojenskou přípravu. Závodní kariéru ukončil v roce 1950, vystudoval krakovskou tělovýchovnou akademii a působil jako veslařský trenér, rozhodčí a funkcionář. Vydal autobiografickou knihu 40 000 kilometrów na skifie.